# Ljungs gamla kyrka
Ljungs gamla kyrka är en kyrkobyggnad sedan 2011 i Ljungskile församling (tidigare Ljungs församling) i Göteborgs stift. Den är belägen i Ljungskile i Uddevalla kommun.

## Kyrkobyggnaden
Kyrkan uppfördes troligen på 1100-talet eller i början av 1200-talet. Den har haft en romansk planlösning med rektangulärt långhus och smalare kor, åtskilda av en triumfbåge. En större reparation ägde troligen rum på 1620-talet. 1729–1733 byggdes koret om, det breddades till nuvarande tresidiga form. 1791 målades interiören av Johan Henric Dieden. 
Kyrkan övergavs 1904 och blev därefter en ruin. 1919 reparerades och konserverades ruinen under ledning av arkitekt Anders Roland. 1937 reparerades och kompletterades ruinen med tak, fönster och dörrar. Ytterväggarna belades med puts. Åren 1950–1951 återställdes kyrkan efter förslag av arkitekt Knut Nordenskjöld.

## Inventarier
- Dopfunten av snidat trä har en sexkantig kalkform och är tillverkad 1960 av Walfrid Andersson.
- Predikstolen med åttakantig korg är tillverkad 1956 efter ritningar av Axel Forssén.
- Orgeln är byggd 1970 av Magnussons orgelbyggeri.